# Barbara Steinemann

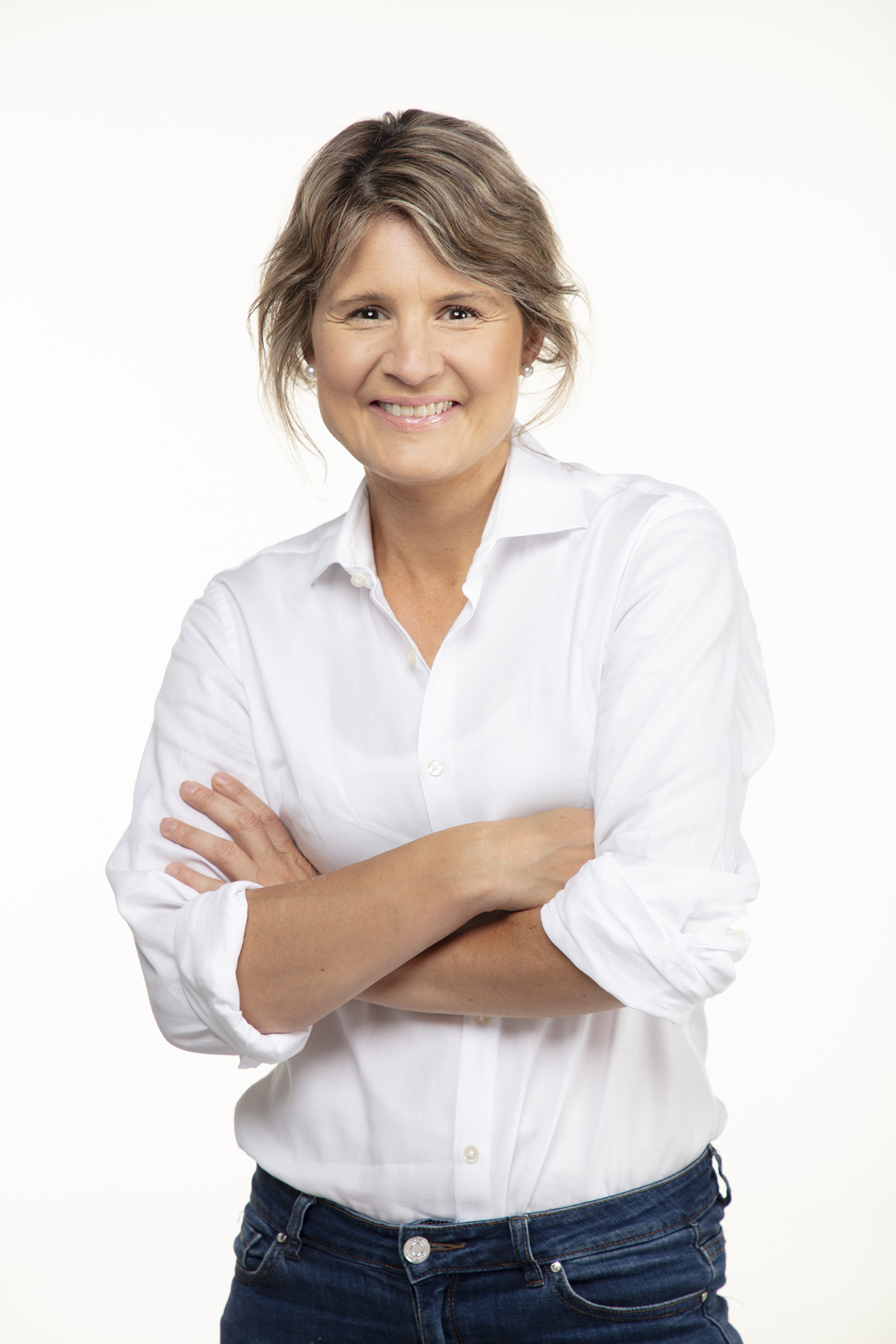
Barbara Steinemann (2019)

Barbara Steinemann (* 18. Juni 1976 in Dielsdorf; heimatberechtigt in Rümlang) ist eine Schweizer Politikerin (SVP).

## Biografie
Steinemann schloss das Gymnasium 1996 ab und studierte in Folge Rechtswissenschaften. Sie ist heute Juristin und Treuhänderin.
Von 2003 bis 2015 war sie Mitglied im Zürcher Kantonsrat, von 2004 bis 2015 Mitglied der Kommission für Justiz und öffentliche Sicherheit. In den Jahren 2012 bis 2015 war sie dessen Präsidentin. Von 2003 bis 2007 war sie auch in der Geschäftsprüfungskommission. Seit 2010 ist sie Mitglied der Sozialbehörde Regensdorf. Bei den Schweizer Parlamentswahlen 2015 wurde sie in den Nationalrat gewählt. 
Steinemann wohnt in Watt-Regensdorf.